# Ateucheta zatesima
Ateucheta zatesima is een beervlinder uit de familie van de spinneruilen (Erebidae). De wetenschappelijke naam van de soort werd voor het eerst geldig gepubliceerd in 1914 door George Francis Hampson.